# لو شیفانگ
لو شیفانگ (انگلیسی: Luo Shifang; ۲ آوریل ۲۰۰۱ ) وزنه‌بردار اهل چین است.
وی در مسابقات کشوری و بین‌المللی در مجموع برندهٔ ۱ مدال طلا شده است.